# Aingoulaincourt
Aingoulaincourt est une commune française située dans le département de la Haute-Marne, en région Grand Est.

## Géographie
Le petit village d'Aingoulaincourt se situe dans le canton de Poissons. La commune se situe à 1,9 kilomètre d'Échenay via la D 215, et à 2,9 kilomètres de Pansey via la D 60.

### Localisation

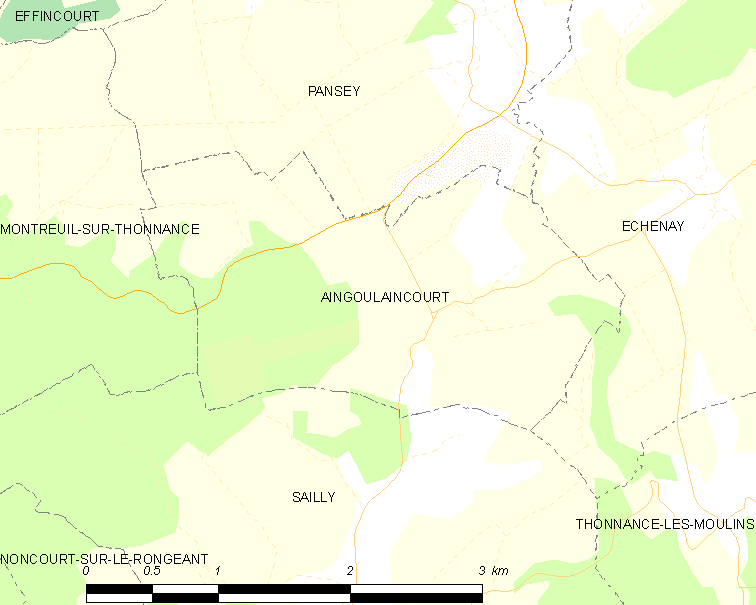
Carte de la commune d'Aingoulaincourt et des proches communes.

### Hydrographie
La commune est dans la région hydrographique « la Seine de sa source au confluent de l'Oise (exclu) » au sein du bassin Seine-Normandie. Elle n'est drainée par aucun cours d'eau,.

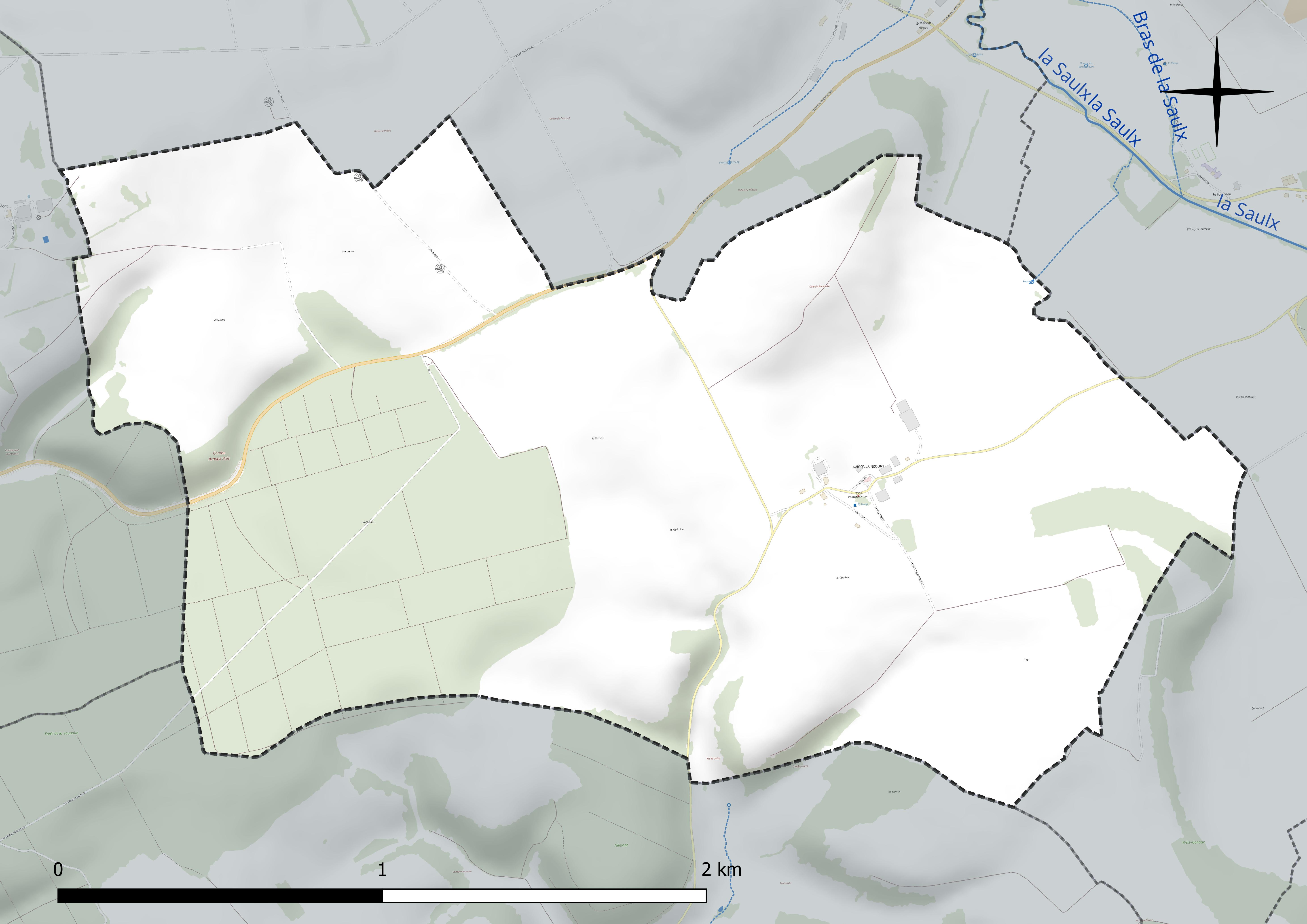
Réseau hydrographique d'Aingoulaincourt.

### Climat
Pour des articles plus généraux, voir Climat du Grand Est et Climat de la Haute-Marne.
En 2010, le climat de la commune est de type climat de montagne, selon une étude du Centre national de la recherche scientifique s'appuyant sur une série de données couvrant la période 1971-2000. En 2020, Météo-France publie une typologie des climats de la France métropolitaine dans laquelle la commune est exposée à un climat océanique altéré et est dans la région climatique Lorraine, plateau de Langres, Morvan, caractérisée par un hiver rude (1,5 °C), des vents modérés et des brouillards fréquents en automne et hiver.
Pour la période 1971-2000, la température annuelle moyenne est de 9,7 °C, avec une amplitude thermique annuelle de 16,2 °C. Le cumul annuel moyen de précipitations est de 1 059 mm, avec 14 jours de précipitations en janvier et 9,8 jours en juillet. Pour la période 1991-2020, la température moyenne annuelle observée sur la station météorologique de Météo-France la plus proche, « Cirfontaines_sapc », sur la commune de Cirfontaines-en-Ornois à 8 km à vol d'oiseau, est de 10,4 °C et le cumul annuel moyen de précipitations est de 904,1 mm. 
La température maximale relevée sur cette station est de 40 °C, atteinte le 12 août 2003 ; la température minimale est de −19,6 °C, atteinte le 6 février 1963,,.
Les paramètres climatiques de la commune ont été estimés pour le milieu du siècle (2041-2070) selon différents scénarios d'émission de gaz à effet de serre à partir des nouvelles projections climatiques de référence DRIAS-2020. Ils sont consultables sur un site dédié publié par Météo-France en novembre 2022.

## Urbanisme

### Typologie
Au 1er janvier 2024, Aingoulaincourt est catégorisée commune rurale à habitat très dispersé, selon la nouvelle grille communale de densité à sept niveaux définie par l'Insee en 2022.
Elle est située hors unité urbaine. Par ailleurs la commune fait partie de l'aire d'attraction de Joinville, dont elle est une commune de la couronne,. Cette aire, qui regroupe 31 communes, est catégorisée dans les aires de moins de 50 000 habitants,.

### Occupation des sols
L'occupation des sols de la commune, telle qu'elle ressort de la base de données européenne d’occupation biophysique des sols Corine Land Cover (CLC), est marquée par l'importance des territoires agricoles (73,8 % en 2018), une proportion identique à celle de 1990 (73,8 %). La répartition détaillée en 2018 est la suivante : 
terres arables (65,7 %), forêts (24,1 %), prairies (7,7 %), milieux à végétation arbustive et/ou herbacée (2,2 %), zones agricoles hétérogènes (0,3 %). L'évolution de l’occupation des sols de la commune et de ses infrastructures peut être observée sur les différentes représentations cartographiques du territoire : la carte de Cassini (XVIIIe siècle), la carte d'état-major (1820-1866) et les cartes ou photos aériennes de l'IGN pour la période actuelle (1950 à aujourd'hui).

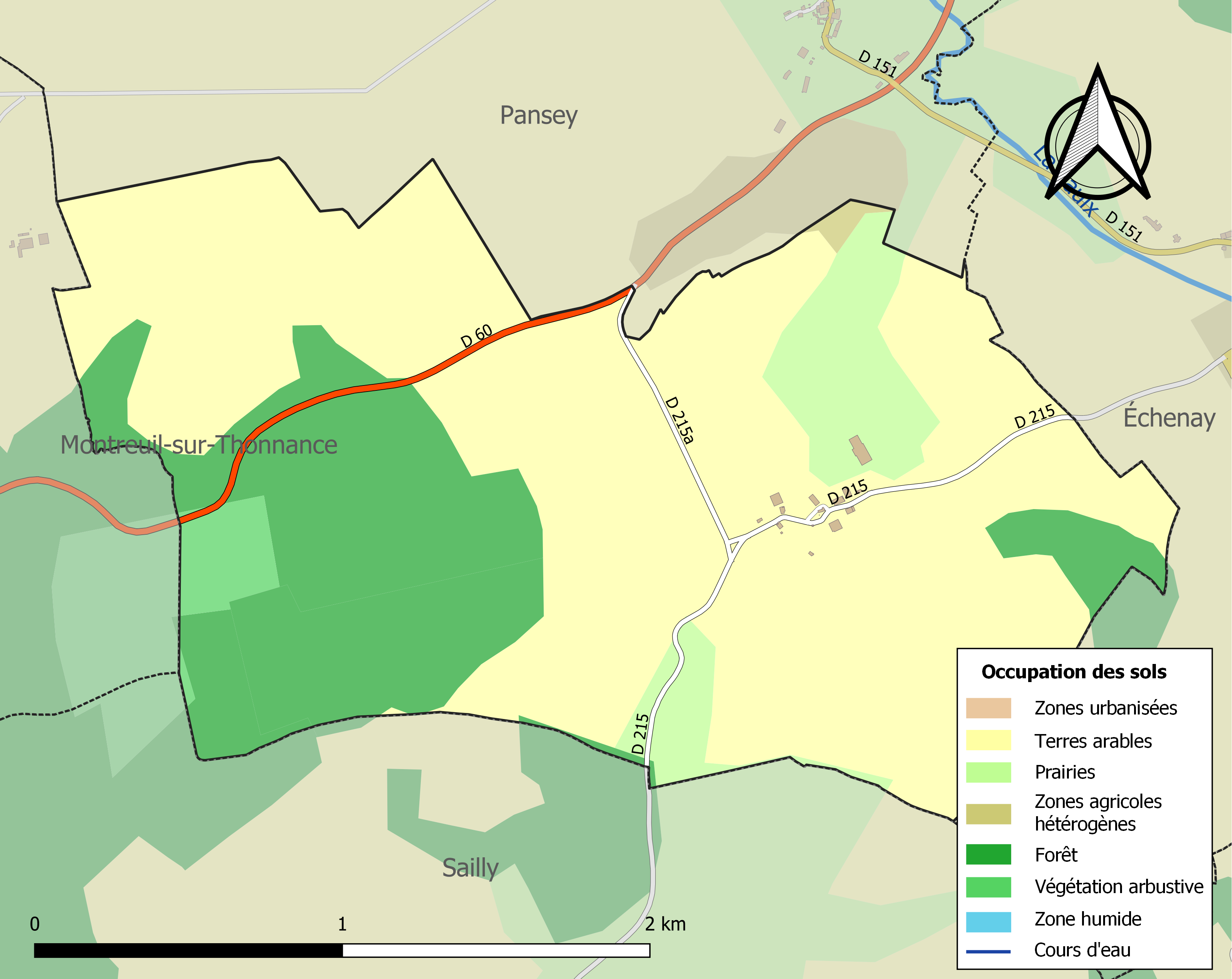
Carte des infrastructures et de l'occupation des sols de la commune en 2018 (CLC).

## Toponymie
Le nom de la localité est attesté sous les formes Angulencurt (1140) ; « La voie qui va de Peisson à Aingoulaincourt » (1284) ; Aingoulaincuria (1402) ; Angoulaincourt (1539) ; Aingoulaincour (1686) ; Aingolincourt (1688) ; Aingoulincourt (1742) ; Ingoulincourt (1775).

Aingoulaincourt est un village se finissant par le suffixe « court », venant du latin curtis, signifiant « domaine » ou « terres agricoles ».
Aingoulaincourt viendrait de Angulencurt qui est un nom propre d'origine germanique signifiant « Inguelina », suivi du suffixe « court », et qui donne une fois traduit « domaine d'Inguelina ».

## Histoire
Le village existait déjà en l'an 978, auquel on retrouve l'acte de donation des terres par l'évêque de Toul.
Ensuite, les terres ont été données à l'abbaye de Morimond en 1144.
Aingoulaincourt appartenait jusqu'en 1789 au marquis de Pimodan, le baron d'Échenay.
En 1789, Aingoulaincourt est considéré comme un village qui dépend de l'élection de Joinville. Aingoulaincourt ressortissait de la prévôté du bailliage de Chaumont. L'église Saint-Rémy était une annexe du diocèse de Toul.

## Politique et administration

### Liste des maires
| Période                                  | Période   | Identité          | Étiquette | Qualité            |
| ---------------------------------------- | --------- | ----------------- | --------- | ------------------ |
| Les données manquantes sont à compléter. |           |                   |           |                    |
| mars 2001                                | mars 2008 | Pierre Archambaux |           | ancien agriculteur |
| mars 2008                                | En cours  | Paul David        | DVD       | Agriculteur        |

## Population et société

### Démographie
L'évolution du nombre d'habitants est connue à travers les recensements de la population effectués dans la commune depuis 1793. Pour les communes de moins de 10 000 habitants, une enquête de recensement portant sur toute la population est réalisée tous les cinq ans, les populations de référence des années intermédiaires étant quant à elles estimées par interpolation ou extrapolation. Pour la commune, le premier recensement exhaustif entrant dans le cadre du nouveau dispositif a été réalisé en 2008.

En 2022, la commune comptait 11 habitants, en évolution de −15,38 % par rapport à 2016 (Haute-Marne : −4,62 %, France hors Mayotte : +2,11 %).
| 1793 | 1800 | 1806 | 1821 | 1831 | 1836 | 1841 | 1846 | 1851 |
| ---- | ---- | ---- | ---- | ---- | ---- | ---- | ---- | ---- |
| 69   | 62   | 66   | 78   | 61   | 57   | 60   | 62   | 60   |

| 1856 | 1861 | 1866 | 1872 | 1876 | 1881 | 1886 | 1891 | 1896 |
| ---- | ---- | ---- | ---- | ---- | ---- | ---- | ---- | ---- |
| 65   | 74   | 71   | 60   | 57   | 74   | 67   | 72   | 56   |

| 1901 | 1906 | 1911 | 1921 | 1926 | 1931 | 1936 | 1946 | 1954 |
| ---- | ---- | ---- | ---- | ---- | ---- | ---- | ---- | ---- |
| 53   | 56   | 38   | 30   | 36   | 29   | 19   | 18   | 21   |

| 1962 | 1968 | 1975 | 1982 | 1990 | 1999 | 2006 | 2008 | 2013 |
| ---- | ---- | ---- | ---- | ---- | ---- | ---- | ---- | ---- |
| 25   | 20   | 18   | 17   | 17   | 10   | 12   | 13   | 14   |

| 2018 | 2022 | - | - | - | - | - | - | - |
| ---- | ---- | - | - | - | - | - | - | - |
| 13   | 11   | - | - | - | - | - | - | - |

## Économie
Le village tire essentiellement son économie de l'agriculture-élevage.

## Culture locale et patrimoine

### Lieux et monuments

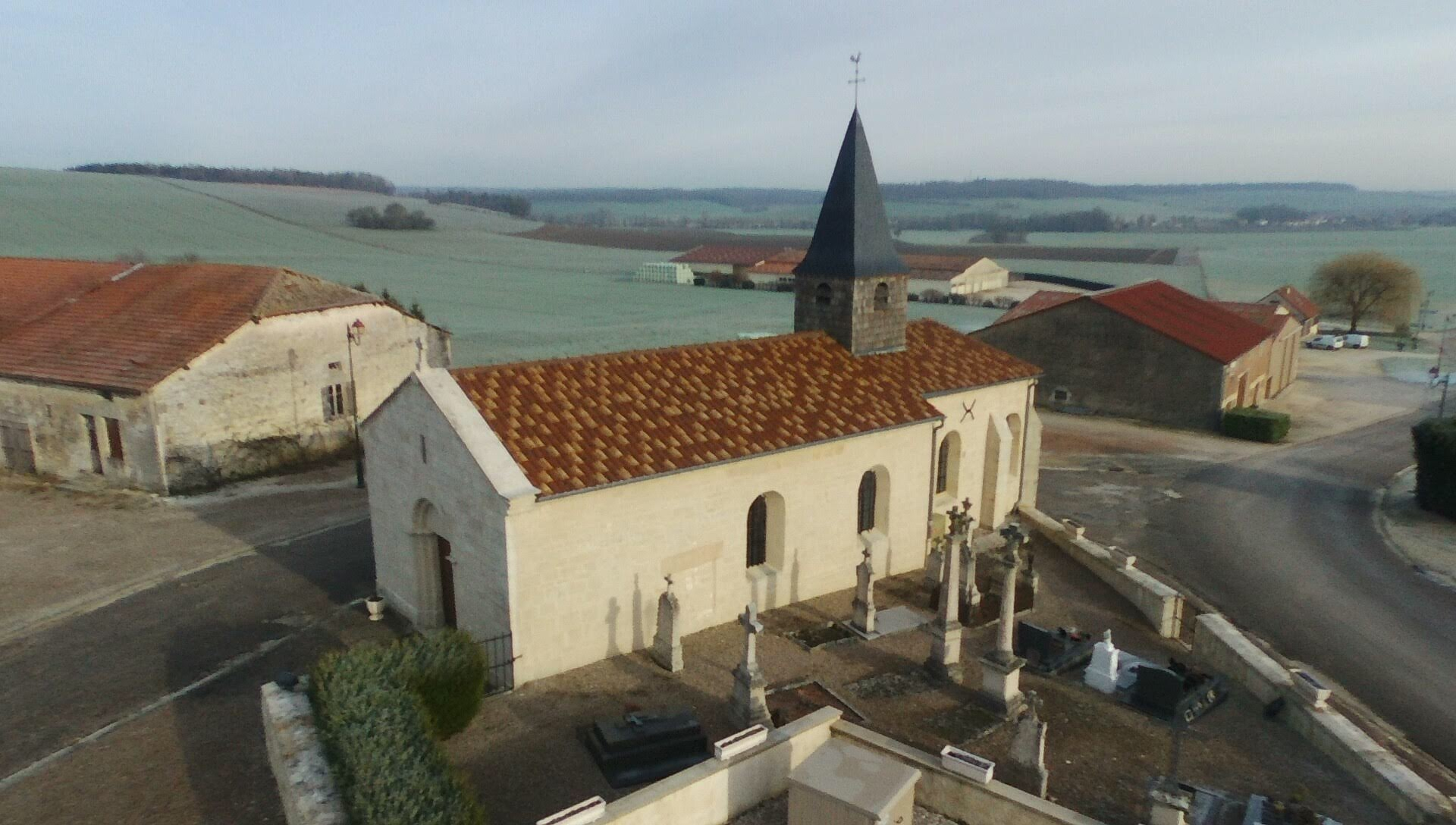
Église Saint-Rémy

L'église Saint-Rémy date probablement de la fin du XIIe siècle, ou commencement du XIIIe siècle. Le chœur de l'église était constitué à l'origine de deux voûtes d'ogive et en cul de four, mais elles se sont effondrées peu de temps après sa construction. De nombreuses modifications ont été faites au fil du temps: ainsi, la porte a été condamnée puis murée sur la façade Sud (confère photo, à gauche de la première fenêtre de l'église). L'église fut bâtie au cœur du village, qui se trouve aussi être en pente. Le dénivelé entre la première pierre de la porte et de la première pierre des contreforts à l'opposé, est d’environ d'un mètre
Le chœur de l'église est constitué de trois fenêtres en lancettes, (photo ci-dessous, au fond), qui datent de la construction (XIIe siècle) et font partie des mieux conservées du département.
L'église a été restaurée en 2013. Le monument aux morts se situe à l'intérieur. Il y figure trois personnes : Henri Schneider, Justin Roussel, Marcelin Morhs.
Néanmoins, des réparations sont prévues au printemps 2019, dans la mesure où l'enduit des murs de la nef se décolle.

A l'intérieur de l’église
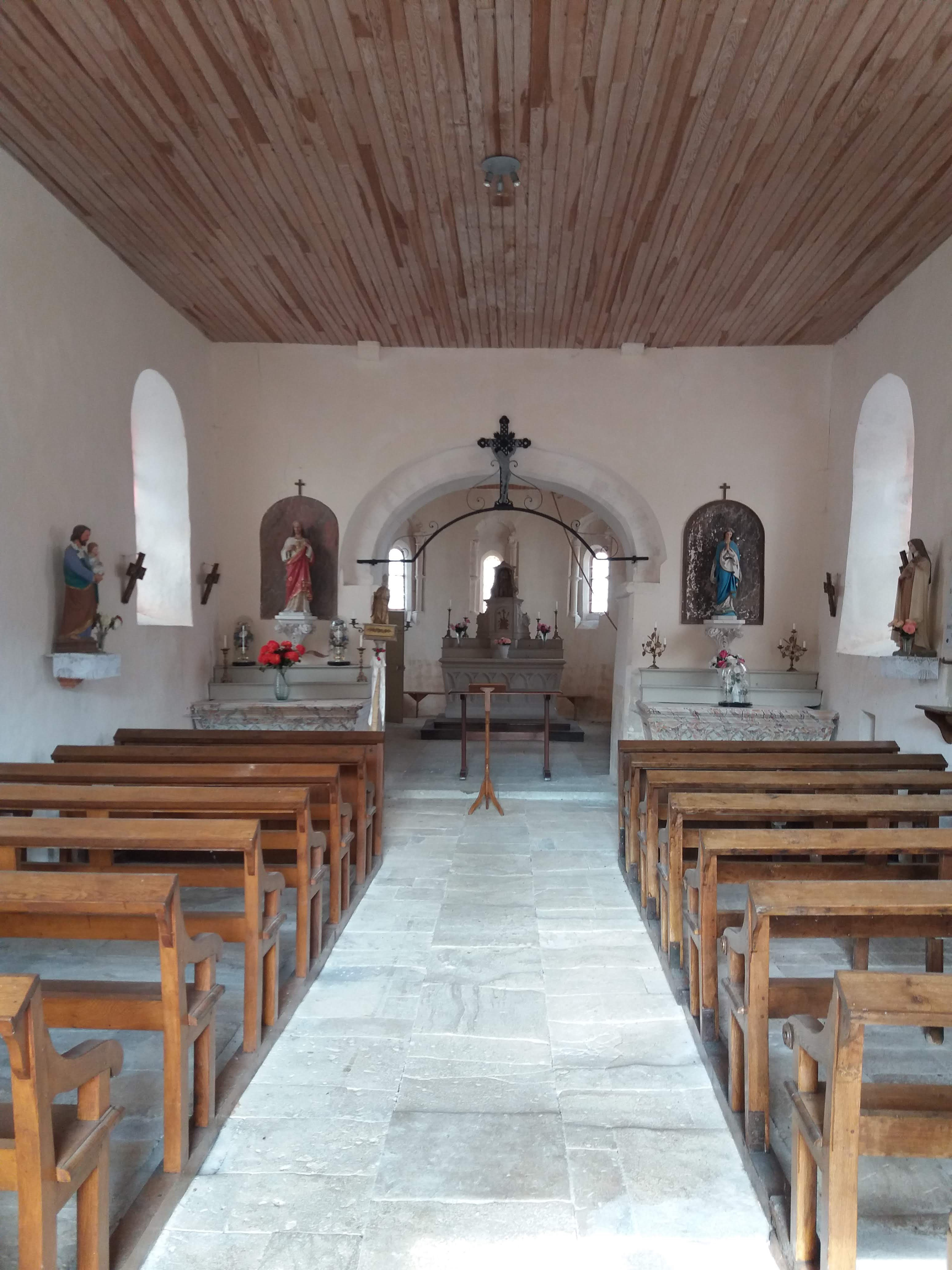
Le chœur
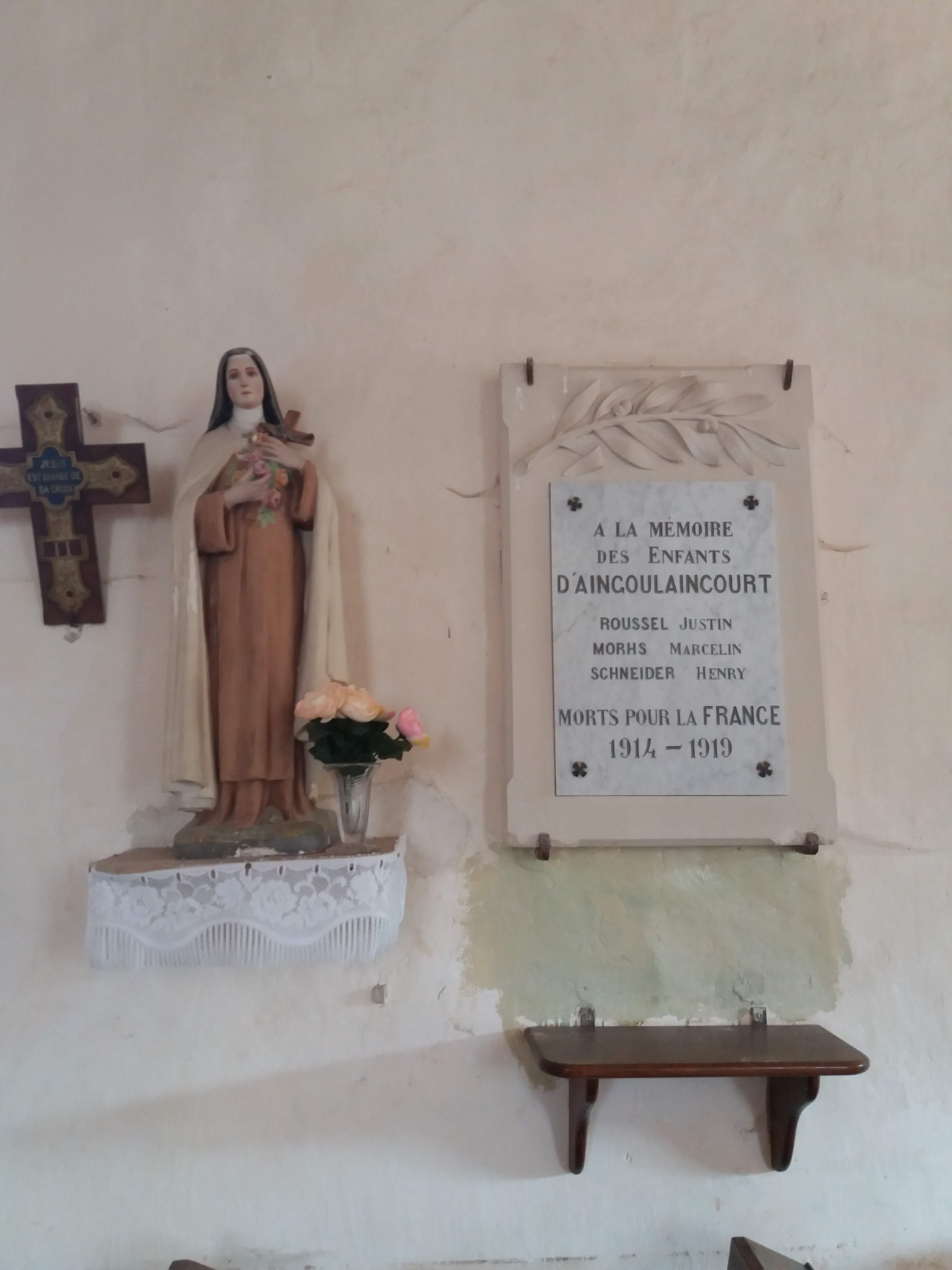
Le monument aux morts

## Personnalités liées à la commune
- Pierre-François-Olivier de Vezin (1707-1776) est né à Aingoulaincourt le 28 avril 1707. Il est parti ensuite au Canada et en Louisiane, où il devient maître de forges. La rue principale du village lui est dédiée. Il fut un pionnier français au Québec.
- François-Nicolas Archambaux est né en 1819 et décède en 1888. Il devient missionnaire dans les îles Sandwich (Hawaî), il se faisait alors appeler Père Grégoire.

## Arbres remarquables
- Un tilleul à petite feuille (Tilia cordata Mill.) lequel, de mémoire orale, serait un arbre de la liberté planté à la révolution. Celui-ci fut coupé le vendredi 14 février 2020 à la suite de la chute d'une branche le 11 février 2020, dû à la tempête Ciara.